# Tour de Utah 2011
La 7.ª edición del Tour de Utah fue disputada desde el 9 al 14 de agosto de 2011.
Luego de seis años catalogado como evento nacional, por primera vez estuvo incluido en el calendario internacional, ya que la carrera integró el UCI America Tour 2011 en la categoría 2.1.
Comenzó con un prólogo en ascenso en el Olimpic Park de Utah (sede de los Juegos Olímpicos de invierno de 2002). La primera etapa (con inicio y fin en Ogden), se realizó sobre 3 vueltas a un circuito carretero de 62 km. En cada vuelta se transitó por el North Ogden Pass donde en cada pasaje tivieron un ascenso de 4,9 km y 8,8% de gradiente.
La 3ª etapa fue una contrarreloj en el autódromo Miller Motorsports Park (propiedad de la empresa organizadora de la competición). La 5ª y última etapa fue la etapa reina y la única que tuvo llegada en alto, en la estación de esquí Snowbird en Alta.
El vencedor de la clasificación general fue Levi Leipheimer, quien tomó el liderato de la prueba tras realizar el 2º mejor tiempo en la contrarreloj. Fue seguido en el podio por Sergio Henao y el compañero de equipo de Leipheimer, Janez Brajkovič.
Actuación destacada tuvo el equipo colombiano Gobernación de Antioquia-Indeportes Antioquia, que ganó la clasificación por equipos, la clasificación de los jóvenes y además del 2º lugar en la general de Henao, se llevó el prólogo y la 4ª y 5ª etapa. La clasificación de la montaña fue también para Leipheimer, mientras que la de los puntos fue para el neozelandés Roman van Uden.

## Equipos participantes
Fueron en total 16 equipos los que tomaron parte de la carrera, siendo 5 de categoría UCI ProTeam, 4 Profesionales Continentales y 7 Continentales, formando un pelotón de 118 corredores, de los que acabaron la carrera 88. Todos los equipos partieron con 8 ciclistas, excepto el HTC-Highroad (7); BMC, Liquigas y Geox-TMC (6) y el Garmin-Cervélo que lo hizo con 5.
| Equipo                                        | Cód. UCI | Categoría               |
| --------------------------------------------- | -------- | ----------------------- |
| HTC-Highroad                                  | THR      | UCI ProTeam             |
| Team RadioShack                               | RSH      | UCI ProTeam             |
| BMC Racing Team                               | BMC      | UCI ProTeam             |
| Team Garmin-Cervélo                           | GRM      | UCI ProTeam             |
| Liquigas-Cannondale                           | LIQ      | UCI ProTeam             |
| Geox-TMC                                      | GEO      | Profesional Continental |
| Team Type 1-Sanofi                            | TT1      | Profesional Continental |
| UnitedHealthcare Pro Cycling Team             | UHC      | Profesional Continental |
| Team SpiderTech powered by C10                | CSM      | Profesional Continental |
| Bissell Pro Cycling Team                      | BPC      | Continental             |
| Endura Racing                                 | EDR      | Continental             |
| Gobernación de Antioquia-Indeportes Antioquia | GOB      | Continental             |
| Jamis-Sutter Home                             | JSH      | Continental             |
| Kelly Benefit Strategies-OptumHealth          | KBS      | Continental             |
| PureBlack Racing                              | PBR      | Continental             |
| RealCyclist.com Cycling Team                  | RCC      | Continental             |

## Etapas
- Para las clasificaciones etapa a etapa véase:

| Etapa   | Fecha        | Recorrido                               | Km         | Ganador            | Líder           |
| Prólogo | 9 de agosto  | Olimpic Park de Utah                    | 2,1        | Sergio Henao       | Sergio Henao    |
| 1ª      | 10 de agosto | Ogden-Ogden                             | 182,9      | Jesse Anthony      | Sergio Henao    |
| 2ª      | 11 de agosto | Lehi-Provo                              | 159,6      | Jack Bauer         | Sergio Henao    |
| 3ª      | 12 de agosto | Contrarreloj en Miller Motorsports Park | 15,6 (CRI) | Tejay van Garderen | Levi Leipheimer |
| 4ª      | 13 de agosto | Circuito en Salt Lake City              | 136,9      | Janier Acevedo     | Levi Leipheimer |
| 5ª      | 14 de agosto | Park City- Estación de Esquí de Alta    | 173,1      | Sergio Henao       | Levi Leipheimer |

## Clasificaciones finales

### Clasificación general[6]
| Posición | Ciclista             | Equipo                   | Tiempo       |
| -------- | -------------------- | ------------------------ | ------------ |
|          | Levi Leipheimer      | RadioShack               | 15h' 53' 12" |
| 2        | Sergio Henao         | Gobernación de Antioquia | + 23"        |
| 3        | Janez Brajkovič      | RadioShack               | + 45"        |
| 4        | Óscar Sevilla        | Gobernación de Antioquia | + 1' 54"     |
| 5        | Tom Danielson        | Garmin-Cervélo           | + 3' 49"     |
| 6        | Christian Vandevelde | Garmin-Cervélo           | + 3' 51"     |
| 7        | Timothy Duggan       | Liquigas-Cannondale      | + 4' 44"     |
| 8        | Patrick McCarty      | SpiderTech               | + 5' 03"     |
| 9        | Lucas Euser          | SpiderTech               | + 5' 34"     |
| 10       | Jeff Louder          | BMC                      | + 7' 31"     |

### Clasificación por puntos
| Posición | Ciclista       | Equipo                   | Puntos |
| -------- | -------------- | ------------------------ | ------ |
|          | Roman Van Uden | PureBlack Racing         | 26     |
| 2        | Janier Acevedo | Gobernación de Antioquia | 21     |
| 3        | Jack Bauer     | Endura Racing            | 15     |

### Clasificación de la montaña
| Posición | Ciclista        | Equipo                   | Puntos |
| -------- | --------------- | ------------------------ | ------ |
|          | Levi Leipheimer | Team RadioShack          | 29     |
| 2        | Janier Acevedo  | Gobernación de Antioquia | 28     |
| 3        | Sergio Henao    | Gobernación de Antioquia | 23     |

### Clasificación de los jóvenes
| Posición | Ciclista           | Equipo                   | Tiempo      |
| -------- | ------------------ | ------------------------ | ----------- |
|          | Christian Montoya  | Gobernación de Antioquia | 16h 05' 56" |
| 2        | Christopher Butler | BMC Racing Team          | + 46"       |
| 3        | Flavio de Luna     | SpiderTech               | + 4' 40"    |

### Clasificación por equipos
| Posición | Equipo                    | Tiempo      |
| -------- | ------------------------- | ----------- |
|          | Gobernación de Antioquia  | 47h 48' 17" |
| 2        | Garmin-Cervélo            | + 4' 58"    |
| 3        | RadioShack                | + 5' 53"    |
| 4        | BMC Racing Team           | + 13' 38"   |
| 5        | SpiderTech powered by C10 | + 17' 41"   |

## Evolución de las clasificaciones
| Etapa (Vencedor)                    | Clasificación general | Clasificación por puntos | Clasificación de la montaña | Clasificación de los jóvenes | Clasificación por equipos |
| ----------------------------------- | --------------------- | ------------------------ | --------------------------- | ---------------------------- | ------------------------- |
| Prólogo (CRI) (Sergio Henao)        | Sergio Henao          | no se entregó            | no se entregó               | Tejay van Garderen           | Gobernación de Antioquia  |
| 1ª etapa (Jesse Anthony)            | Sergio Henao          | Jesse Anthony            | Rubens Bertogliati          | Tejay van Garderen           | Gobernación de Antioquia  |
| 2ª etapa (Jack Bauer)               | Sergio Henao          | Roman Van Uden           | Rubens Bertogliati          | Tejay van Garderen           | Gobernación de Antioquia  |
| 3ª etapa (CRI) (Tejay van Garderen) | Levi Leipheimer       | Roman Van Uden           | Rubens Bertogliati          | Tejay van Garderen           | RadioShack                |
| 4ª etapa (Janier Acevedo)           | Levi Leipheimer       | Janier Acevedo           | Rubens Bertogliati          | Tejay van Garderen           | Gobernación de Antioquia  |
| 5ª etapa (Sergio Henao)             | Levi Leipheimer       | Roman van Uden           | Levi Leipheimer             | Christian Montoya            | Gobernación de Antioquia  |
| Final                               | Levi Leipheimer       | Roman van Uden           | Levi Leipheimer             | Christian Montoya            | Gobernación de Antioquia  |